# 내 여자의 열매
《내 여자의 열매》는 한강이 집필한 대한민국의 소설 작품이다. 1996년부터 2000년 봄까지 쓴 여덟 편의 소설을 담고 있다.

## 줄거리

### 아기 부처
제25회 한국소설문학상을 수상하였으며 흉터라는 2011년 영화로 제작되었다.

### 내 여자의 열매
이 소설은 작가의 소설 세계 속에서 식물적 상상력의 근원으로 여겨지고 있다

## 참고문헌
1. ↑  강지이, 모든 인간은 상처를 안고 산다, 오마이뉴스, 2003.10.02
2. ↑  한국소설문학상 대상 한강, 불교신문, 2002.02.15
3. ↑  최성윤. (2022). 유폐된 생명, 초월 욕망의 좌절 - 「내 여자의 열매」에 나타난 ‘식물적 상상력’. 한국근대문학연구, 23(1), 131-149.